# بهترین پسر
بهترین پسر (انگلیسی: Best Boy) فیلمی در ژانر مستند به کارگردانی ایرا ول است که در سال ۱۹۷۹ منتشر شد. از بازیگران آن می‌توان به زیرو موستل اشاره کرد.